# Катастрофа E-11A под Газни
Катастро́фа Bombardier E-11 под Газни — авиационная катастрофа, произошедшая на востоке Афганистана. Изначально ошибочно сообщалось о падении пассажирского авиалайнера авиакомпании Ariana Afghan Airlines, но позже выяснилось, что разбился самолёт Bombardier E-11A, принадлежавший ВВС США. Оба пилота на его борту погибли.

## Самолёт
Bombardier E-11A представляет собой военную модификацию самолёта Bombardier Global Express; регистрационный номер 11-9358, серийный 9358. Первый полёт совершил в 2009 году. Самолёт находился в эксплуатации 430-й экспедиционной электронной боевой эскадрильи в качестве боевого узла воздушной связи (BACN). Всего в ВВС США использовались 4 таких самолёта, все в Афганистане. Аппаратура связи на таких самолётах занимается передачей сообщений и данных между различными наземными группами и системами связи.

## Катастрофа
Борт 11-9358 находился на высоте около 12 500 метров, такая высота недостижима для средств ПВО движения «Талибан».
Самолёт разбился около 13:10 по местному времени (08:40 UTC) в провинции Газни, примерно в 130 километрах к юго-востоку от Кабула, рядом с поселением "Sado Khelo".
Представитель ВВС США в Афганистане сообщил об отсутствии признаков того, что самолёт был сбит.
Погибли оба пилота борта 11-9358 — 46-летний командир экипажа, подполковник Пол К. Восс (англ. Paul K. Voss) и 30-летний помощник командира, капитан Райан С. Фанеуф (англ. Ryan S. Phaneuf).

## Расследование
Американские военные власти провели расследование. Был найден самописец.
Расследование показало, что катастрофа была вызвана оторвавшейся лопаткой турбины левого двигателя в сочетании с ошибкой экипажа. Экипаж ошибочно идентифицировал отказавший двигатель как правый и отключил его. Попытка перезапустить в воздухе неправильно идентифицированный двигатель окончилась неудачей, в результате самолет оказался в воздухе без работающих двигателей, что привело к потере высоты и скорости. 
28 января военные США посетили место катастрофы, забрали бортовой самописец и уничтожили обломки самолёта.